# 北海道教育大学管弦楽団
北海道教育大学管弦楽団（ほっかいどうきょういくだいがくかんげんがくだん）は、北海道教育大学札幌校の学生オーケストラ。通称「サオケ」（サークルオーケストラ）。

## 所在地
- 北海道札幌市北区あいの里5条3丁目　北海道教育大学札幌校内

## 概要
二管編成。基本的には学生指揮者による活動を行っているが、定期演奏会では外部の指導者に指揮を依頼している。北海道学芸大学から北海道教育大学に改称した1966年から活動している歴史あるオーケストラである。

## 沿革
- 1966年（昭和41年） - 設立
- 2005年3月11日（平成17年） - 第37回定期演奏会（第47回まで札幌市生涯学習総合センター ちえりあ）
- 2006年3月17日（平成18年） - 第38回定期演奏会
- 2008年3月14日（平成20年） - 第40回定期演奏会
- 2009年3月8日（平成21年） - 第41回定期演奏会
- 2010年3月14日（平成22年） - 第42回定期演奏会
- 2011年3月（平成23年） - 第43回定期演奏会
- 2012年3月11日（平成24年） - 第44回定期演奏会
- 2013年3月9日（平成25年） - 第45回定期演奏会
- 2014年3月8日（平成26年） - 第46回定期演奏会
- 2015年3月7日（平成27年） - 第47回定期演奏会
- 2016年3月5日（平成28年） - 第48回定期演奏会（北海道教育大学札幌校 講堂）
- 2017年3月5日（平成29年） - 第49回定期演奏会（北海道青少年会館コンパス）

## 委託指揮者
- 直江宣之（2008年～2015年）
- 工藤寛明（2016年～）